# Vatos
Vatosul (Raja clavata) este un pește marin cartilaginos din ordinul rechinilor batoizi (plați), familia Rajidae, genul Raja.  Mai este denumit și „vulpe de mare”. 

## Habitat
Zonele în care poate fi întâlnit sunt cele subtropicale (70°N - 29°S, 25°V – 42°E), estul și nordul Oceanului Atlantic, Marea Nordului, Marea Baltică, Marea Mediterană și Marea Neagră, sud-vestul Oceanului Indian.
Este un pește criofil, care duce o viață solitară, îngropat în nisip la adâncimea de 60-70 m, cu apă mai rece și mai sărată, alături de calcan și morun.

## Descriere
Vatosul are corpul aplatizat dorso-ventral și acoperit cu plăci osoase, înzestrate cu câte un spin. Lungimea masculului ajunge până la 70 cm, femela până la 1,5 m, greutatea 5-8 kg. Pe fața ventrală a corpului se află 5 deschideri branhiale. Pe spate are numeroși țepi care pe abdomen sunt mai rari, de asemeni și pe muchia cozii. 

Ochii sunt mari și așezați pe partea dorsală, apropriați între ei. Gura se află pe fața ventrală.

Culoarea este schimbătoare după mediu, de obicei variază între cenușiu, brun roșcată și galben-cenușiu cu pete neregulate. 

Este ovipar, în lunile martie-mai se apropie de țărm până la 25-45 m, pentru a depune 6-10 ouă. După depunere, se retrage la adâncimi mai mari până în septembrie-noiembrie, când se apropie de țărm odată cu curenții reci.

Se hrănește cu pești, crustacei și moluște. 

## Valoare comercială
Carnea vatosului este foarte apreciată. Se consumă înotătoarele pectorale (comercializate ca „aripi de vulpe”), considerate delicatese, fiind asemănătoare la gust cu carnea de crab. Ficatul reprezintă 6,5% din greutatea totală a corpului și conține 60-67% grăsimi, fiind foarte bogat în vitamina A. Pielea vatosului, prelucrată și colorată în verde este folosită în pielărie sub numele de „piele de rechin”.